# Filipovo, Haskovo
Filipovo (în bulgară Филипово ) este un sat în partea de sud a Bulgariei. Aparține de Obștina Topolovgrad, Regiunea Haskovo.

## Demografie
Componența etnică a satului Filipovo
     Bulgari (100%)
     Nicio identificare (0%)
     Altele (0%)
La recensământul din 2011, populația satului Filipovo era de 14 locuitori. Din punct de vedere etnic, majoritatea locuitorilor (100,0%) erau bulgari. Pentru 0,0% din locuitori nu este cunoscută apartenența etnică.